# Општежиће
Општежиће или  кенобитност (од грчке речи — κοινόβιον или конвикт — кућа за заједнички живот) је начин монашког живота, чији је творац почетком 4. века био Св. Пахомије Велики. Општежиће је по схватању цркве идеална хришћанска заједница у којој нема деоба на твоје и моје, већ је све подређено духу заједништва и братства. У том смислу врло је важне карактеристика општежића послушност Игуману, љубав према браћи и гостопримство. Свети Теодор сматра да по својој суштини Црква треба да буде заједница у којој је општежиће заступљено у потпуности. Монашки начин живота у православној цркви непрестано стреми ка овом циљу.

## Историјат
Прапочеци монаштва везују се за пустињака Св. Антонија Великог, рођеног у хришћанској породици у Египту, у селу Кома 251. године. Он је од своје 18. године, живео у пустињи, и таквим начином аскетског живота живота изазивао је дивљење код верника, и тиме привукао велики број људи који су хтели да живе као он. Из групе општеживућих настали су први монаси који су живели по принципима аскетског учења Св. Антонија Великог.

## Оснивање заједнице и њене карактеристике
Један од ученика Св. Антонија Великог, Св. Пахомије, такође по рођењу Египћанин, основао је око 320. године, прву заједницу монаха на источној обали реке Нил, на острву Тавени у горњем Египту. Он је скупио монахе у једно здање на заједнички живот (грч: κοινόβιον или конвикт — кућу за заједнички живот, а то је већ био манастир (грч: μοναστήριον, кућа усамљеника, кућа монаха). На тај начин је Св. Пахомије Велики постао је отац манастирског монаштва; он први који је створио општежиће (или  кенобитност) и даје монашком животу канонски облик.
Монашки устав Св. Пахомија Великог (348), по коме је монасима све било заједничко - стан, одећа, исхрана и рукодеље - ушао је у основу свих будућих монашких устава. Под његовим руководством, у Тиваиди египатској, створена је нарочита монашка држава, која је окупљала око 3.000 монаха и била подељена на 24 групе манастира, од којих је свака имала свога настојатеља.
У оваквом начину живота сви који бораве у цркви на трпези на послушањима стално живе у свести да као појединачне индивидуе нису комплетне личности већ да личности постају тек у заједници, у којој су сви међу собом и сви заједно у Христу. Зато је евхаристија извориште хришћанског постојања и вере сваког појединца. У општежићу нема мог и твог већ се све дели заједнички, свакоме према потреби са сталном свешћу да је човек на земљи само пролазник који иде ка Царству небеском предвођен Христом, и да му индивидуално поседовања имовине, само штети у духовном животу.
Иако је живот монаха као заједнице у општежићу био искључен од додира са световним друштвом, монаси су се бавили не само мануелним већ и интелектуалним радом. Тако је настало калиграфско преписивањњ књига и иконосликарство као посебан вид уметности — монашке уметности.

## Ширење општежића
Општежиће као начин монашког живота брзо се ширио из Египта у Малу Азију, након што је Св. Пахомија у периоду од 357 до 358. године посетио Св. Василије Велики. Наиме он је по повратку у Малу Азију основао монашко општежиће, заједно са својим братом Св. Григоријем Ниским и пријатељем Св. Григоријем Богословом. Касније је Св. Василије Велики овакав начин монашког живота обликовао у Правилима монашког живота, која и данас чине темељ Православног монаштва.
Општежиће се из Мале Азије пренело у Палестину (оснивач општежитељног живота у Палестини био је Св. Теодосије Велики), а одатле у остале области Истока и Запада Европе. Општежитељни систем монашког живота временом се развио и превладао отшелнички начин монашког живота, јер је на известан начин лакши.
Због својих духовних карактеристика општежиће, се као начин монашког живота, проширило међу све Православне народе (Русе, Србе, Бугаре, итд.) и у истом облику одржало се до данас.

## Општежиће у Светој гори
Као најсигурнији и најистакнутији начин живота у Светој гори прихваћено је општежиће, које је данас заступљено у свим светогорским манастирима. Како на Светој гори начин општежића није био довољано прецизно регулисан, па се поред оних који су живели по начелима општежића, често олако издвајају и монаси који су желели да живе идеоритмијски у скиту, још у време Светог Саве, и једно и друго издвајање на испоснички усамљенички подвиг, захтевало је посебно одобрење,како би се тим начином живота избегле многе повезане опасности, првенствено духовне, али и здравствене природе. Свети Сава је зато општежиће и идеоритмијски начин живота регулисао у своја прва два дела посвећена испосничком (исихастичком) и манстирском начину живота: Карејски типик и Хиландарски типик. Иако се свети Сава у њима залаже за киновитски манастирски живот, он сматра да само манстирски сабор може одобрити испоснички (пустињачки) живот тек ретким појединцима након обуке кандидата за живот у монашкој послушности и дисциплини у заједници, након процене способности кандидата за строги монашки подвиг. 

Такође и свети Атанасије саветује игумане „да брину да браћији општежићу” буде све заједничко, „да нико не поседује ишта, чак да је то и игла, осим душе и тела, и да све у овом начину живота мора да припада подједнако свој духовној деци, браћи и оцима”.